# Cal Bruguera
Cal Bruguera és una obra del municipi de Viladecans (Baix Llobregat) inclosa en l'Inventari del Patrimoni Arquitectònic de Catalunya.

## Descripció
Es tracta d'un edifici entre mitgeres format per tres cossos amb planta baixa, pis i golfes (cos central) o terrat (cossos laterals). La coberta del cos central és a dues vessants i amb el carener perpendicular a la façana principal. Aquesta presenta una ordenació simètrica de les obertures.
La planta baixa disposa de dues portes d'arc rebaixat i dues finestres. El primer pis té balcó al centre, coronat per l'escut de la família, una finestra a cada banda i dues finestres geminades als cossos laterals. Totes les finestres són protegides per arcs guardapols de motllures i sostinguts per petites mènsules decorades. Les finestres geminades, allindanades, són estructurades per arc de secció semicilíndrica sostingut per columnes amb capitells esculpits. Sota l'ampit d'aquestes finestres hi ha un sòcol decorat amb relleus vegetals.
El cos central té, al mig mateix, una parella de finestres d'arc de mig punt que il·luminen les golfes. La cornisa és de fusta amb els caps de biga visibles
El cossos laterals, amb terrat a la catalana, són coronats per una barana cega.

## Història
A la façana hi ha la data 1898.